# 萨迪尼亚
萨迪尼亚（英語：Sardinia）是美国纽约州伊利县的一个镇，地处伊利县东南角，并位于布法罗东南。2010年美国人口普查时，该镇有2775人。1821年，萨迪尼亚镇从康科德镇东部分出，正式建立。